# ストックブック
ストックブック（英語: Stock book）とは、郵趣用品のひとつで、本のような形式でページごとに切手を差し込んでおくためのポケットがあり、切手を保存することが可能となっている。
あくまでも一時的な保管場所であり、しかるのちに収集家が個々の目的に応じた切手アルバムに整理するまで切手の未整理品や重複品を一時的に保管しておくための冊子のことをいうが、郵趣の現場においては必ずしもストックブックからアルバムへ移行しなければならないわけではない、という意見も存在する。

## 透明フイルムのストックブック

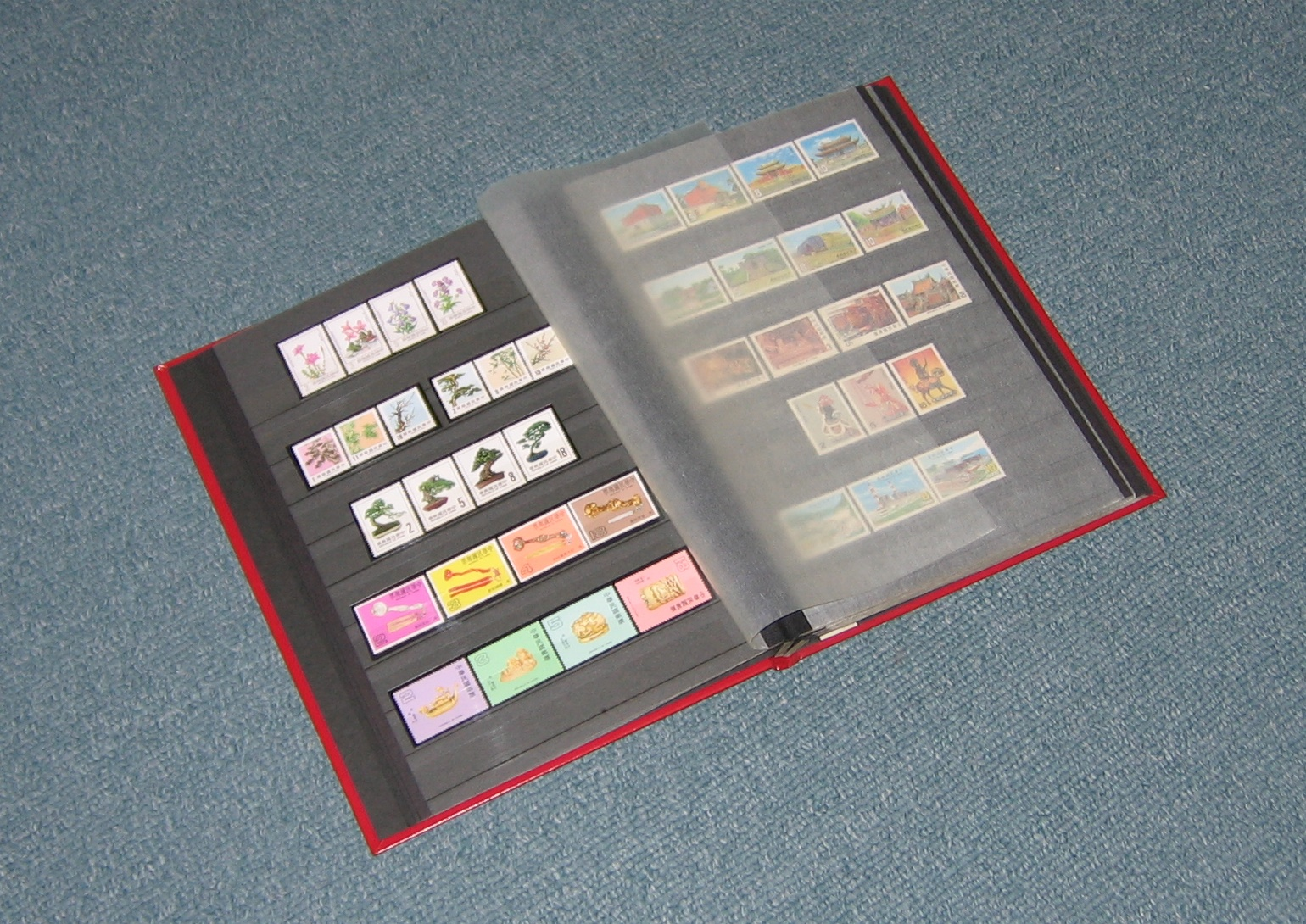
透明フイルムのストックブック（間紙はグラシン紙）

台紙に透明フィルムのポケットが付いたストックブックで、各ページの間には、切手同士が擦で合わないように間紙が入っているため、切手を傷つけることなく保管することができる。

## グラシン紙のストックブック

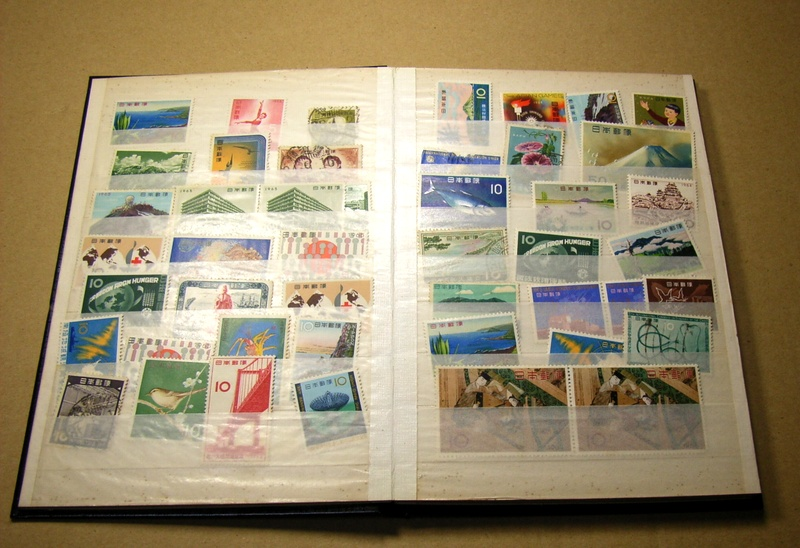
グラシン紙のストックブック

防湿性に優れた紙が用いられ、グラシン紙のポケットが付いたストックブックである。透明フィルムのポケットを使用したストックブックに比べ、ポケットの部分がゆったりとした作りになっているので、切手が移動しやすい。台紙は白地で、各ページの間にはグラシン紙の間紙が入っている。